# استادان قرن بیستم – مجموعه هزاره: بهترین‌های آبا
| بررسی انتقادی              | بررسی انتقادی |
| منبع                       | رتبه‌بندی      |
| -------------------------- | ------------- |
| آل‌میوزیک                   | [ ۱ ]         |
| راهنمای آلبوم رولینگ استون | [ ۲ ]         |

استادان قرن بیستم – مجموعه هزاره: بهترین‌های آبا (انگلیسی: 20th Century Masters – The Millennium Collection: The Best of ABBA) یک آلبوم گردآوری‌شده از ابرگروه سوئدی موسیقی پاپ آبا است که در سال ۲۰۰۰ منتشر شد.

## فهرست ترانه‌ها و آهنگ‌ها
| فهرست ترانه‌ها و آهنگ‌های آلبوم موسیقی استادان قرن بیستم – مجموعه هزاره: بهترین‌های آبا | فهرست ترانه‌ها و آهنگ‌های آلبوم موسیقی استادان قرن بیستم – مجموعه هزاره: بهترین‌های آبا | فهرست ترانه‌ها و آهنگ‌های آلبوم موسیقی استادان قرن بیستم – مجموعه هزاره: بهترین‌های آبا |
| شماره                                                                                | نام                                                                                  | مدت                                                                                  |
| ------------------------------------------------------------------------------------ | ------------------------------------------------------------------------------------ | ------------------------------------------------------------------------------------ |
| ۱.                                                                                   | «واترلو»                                                                             | ۲:۴۵                                                                                 |
| ۲.                                                                                   | «اس‌اواس»                                                                             | ۳:۲۳                                                                                 |
| ۳.                                                                                   | «دارم، دارم، دارم، دارم، دارم»                                                       | ۳:۱۷                                                                                 |
| ۴.                                                                                   | «ماما میا»                                                                           | ۳:۳۴                                                                                 |
| ۵.                                                                                   | «فرناندو»                                                                            | ۴:۱۵                                                                                 |
| ۶.                                                                                   | «ملکه رقصان»                                                                         | ۳:۵۲                                                                                 |
| ۷.                                                                                   | «شناختن خودم، شناختن تو»                                                             | ۴:۰۳                                                                                 |
| ۸.                                                                                   | «هدف اساسی»                                                                          | ۴:۰۱                                                                                 |
| ۹.                                                                                   | «شانست را با من امتحان کن»                                                           | ۴:۰۵                                                                                 |
| ۱۰.                                                                                  | «چیکیتیتا»                                                                           | ۵:۲۸                                                                                 |
| ۱۱.                                                                                  | «همه‌چیز به برنده تعلق دارد»                                                          | ۴:۵۳                                                                                 |
| مجموع مدت:                                                                           | مجموع مدت:                                                                           | ۴۳:۳۶                                                                                |

## جداول موسیقی
| جدول                                         | بالاترین رتبه | سال دستیابی |
| -------------------------------------------- | ------------- | ----------- |
| بیلبورد ۲۰۰ ایالات متحده                     | ۱۸۹           | ۲۰۱۱        |
| فروش آلبوم برتر (بیلبورد) ایالات متحده       | ۴۰            | ۲۰۱۸        |
| آلبوم‌های کاتالوگ برتر ایالات متحده (بیلبورد) | ۹             | ۲۰۰۸        |
| آلبوم‌های کانادایی (بیلبورد)                  | ۲۰            | ۲۰۰۱        |

## گواهینامه‌ها و فروش
| منطقه                                                           | گواهینامه‌ها | فهرست گواهی‌نامه‌های ضبط موسیقی/فروش |
| --------------------------------------------------------------- | ----------- | ---------------------------------- |
| کانادا (میوزیک کانادا)                                          | پلاتین      | ۱۰۰٬۰۰۰^                           |
| ایالات متحده آمریکا (انجمن صنعت ضبط موسیقی ایالات متحده آمریکا) | طلا         | ۵۰۰٬۰۰۰^                           |